# قائمة حروب البحرين
هذه هي قائمة الحروب التي اشتركت فيها البحرين.
| النزاع                              | البحرين والحلفاء | الخصوم | النتيجة |
| ----------------------------------- | --- | --- | --- |
| حصار البحرين (1559)                 | الإمبراطورية البرتغالية - مملكة هرمز | الدولة العثمانية | انتصار - صد الغزو العثماني |
| الغزو العماني للبحرين (1717)        | الدولة الصفوية - البحرين | الإمبراطورية العمانية | هزيمة - بيعت البحرين مرة أخرى إلى الصفويين.                                                                                   |
| غزو العتوب للبحرين (1783)           | الدولة الزندية - البحرين - إمارة بوشهر | إمارة الزبارة - العتوب والقبائل الأخرى المتحالفة معهم.                                                                                           | هزيمة - ضم آل خليفة البحرين إلى مشيختهم - نهاية حكم إمارة بوشهر على البحرين.                                                  |
| معركة خكيكرة (1811)                 | البحرين · الكويت | الدولة السعودية الأولى | الانتصار - صد غزو البحرين. |
| الحرب القطرية البحرينية (1867–1868) | البحرين أبو ظبي | قطر | الهزيمة - تخلت البحرين عن مطالبتها بقطر.                                                                                      |
| حرب الخليج الثانية (1990–1991)      | الكويت · الولايات المتحدة · المملكة المتحدة · السعودية · فرنسا · كندا · مصر · سوريا · سلطنة عمان · الإمارات العربية المتحدة · البحرين · قطر                                                             | العراق | الانتصار - انسحاب العراق من الكويت. استعادة جابر الأحمد الصباح الحكم. - خسائر فادحة وتدمير البنية التحتية العراقية والكويتية. |
| العمليات العسكرية ضد داعش (2014–)   | العراق · الجيش السوري الحر · كردستان السورية · الولايات المتحدة · المملكة المتحدة · الأردن · المغرب · أستراليا · بلجيكا · كندا · الدنمارك · فرنسا · البحرين · قطر · السعودية · الإمارات العربية المتحدة | داعش · تنظيم القاعدة - جبهة النصرة - جماعة خراسان أحرار الشام                                                                                    | جارية - التدخل العربي الأمريكي من جانب واحد ضد الإسلاميين السوريين.                                                           |
| عملية عاصفة الحزم (2015–)           | اليمن (حكومة هادي) · السعودية · قطر · الإمارات العربية المتحدة · الكويت · البحرين · الأردن · المغرب · مصر · السودان · باكستان                                                                           | اليمن (اللجنة الثورية) - المقاتلون الحوثيون - القوات المسلحة اليمنية (مؤيدو صالح) - الحرس الجمهوري اليمني - القوات الجوية اليمنية - الدفاع الجوي | جارية - الحوثيون حلوا الحكومة اليمنية. - الحوثيون سيطروا على شمال اليمن.                                                      |